# Marala
María Adelaida Agudelo (Medellín, 12 de octubre de 1988) es una cantante, compositora, periodista y relacionista pública colombiana. 
Desde muy temprana edad se destacó por sus habilidades artísticas. A los 18 años comienza a girar por Colombia, Estados Unidos y México con su canción “Quiero Tenerte”. Es nominada a Billboard, Premio Lo Nuestro y Premios Nuestra Tierra entre otros. En 2015 compone "Desde esa Noche", canción que se convierte en el sencillo de Thalía junto a Maluma. Interpreta La dueña de tu amor al lado del dúo puertorriqueño Zion & Lennox y se dedica al género pop urbano. También la acompaña el grupo colombiano Pasabordo para la versión pop de esta canción.

## Biografía y carrera musical
Aunque nació en Medellín, Colombia, se mudó a Bogotá a los 8 años con sus padres y luego, a los 13 años, se trasladó a Miami. Allí con sus primos y hermanas termina sus estudios y conoce al reconocido artista y compositor colombiano Jaime Valencia, quien vio en ella su talento y recomendó a sus padres impulsarla como artista. 
Luego de trabajar las composiciones que tenía reservadas en su adolescencia, en el 2008 Marala se da a conocer con su primer álbum “Quiero tenerte” bajo la dirección musical de Jaime Valencia y del maestro Rodolfo Castillo. 
Durante la promoción de este álbum realiza giras y presentaciones en Colombia, Estados Unidos, Puerto Rico y México, logrando amplio reconocimiento y aceptación por su público. Comparte escenario con artistas de gran trayectoria como: Jorge Celedón, Victor Manuelle, Reik, Kany García, Franco de Vita, La Oreja de Van Gogh, Vicente Fernández, RBD, Luis Fonsi, entre otros, logrando posicionarse en los primeros lugares de sintonía dentro de la música latina.
Con este trabajo logra varias nominaciones como: Artista Pop revelación y Premios Nuestra Tierra. En el 2009 la nominan a Premios Billboard en la categoría de Female, Tropical Airplay Song of the Year junto a Gloria Estefan, Ivy Queen y Olga Tañon y en 2010 a Premio lo Nuestro de Univision bajo Best Female Tropical Artist. 
Comprometida con los asuntos humanitarios, en el 2009 participa como representante en la embajada de Colombia de Estados Unidos en el movimiento Paz sin fronteras liderado por el cantante colombiano Juanes junto a otros artistas reconocidos a nivel internacional. Marala le presenta Sin Fronteras Paz una canción que ella compone para la situación del momento a Julio Sánchez Cristo y es invitada a cantar ese día entre las masas desde Miami. 
Durante los años 2013 y 2014 trabaja intensamente en la composición y producción de su segundo álbum. Por la misma época compone jingles y crea un tema para la ONU titulado, A Better Tommorrow, el cual interpreta y lanza durante el VII Foro Urbano Mundial y en el que se rindió un homenaje a Nelson Mandela. A finales del 2014 sale al aire con, Te Fuiste tema que graba con el conocido guitarrista y productor paisa Pablo Uribe. 
En 2015, se junta con Uribe y Mauricio Rengifo de Cali y el Dandee y juntos sacan adelante Desde esa Noche canción que Thalia escoge como sencillo e invita a Maluma a cantar. Durante ese tiempo también trabaja con Mauricio su nuevo sencillo junto a Zion y Lennox La Dueña de tu Amor.

### Carrera Periodística
En el 2011 Marala termina sus estudios universitarios en Estados Unidos graduándose como Periodista, Publicista y Relacionista Pública. En esa época participa activamente en el periódico Universitario, escribiendo las columnas latinas y de farándula. Asimismo, se involucra con la radio y la tv en la realización de shows de entretenimiento. Hace pasantías en MTV NETWORKS en el área de producción para el programa Quiero Mis Quinces y Quiero mi Boda, ingresa a Telemundo Miami en el programa Acceso Total y finalmente en la conocida empresa de relaciones públicas Tara Ink. En Colombia durante el 2012 trabaja como reportera y presentadora en el programa de entretenimiento De todo un poco en el Canal Cosmovisión de la ciudad de Medellín. A comienzos de 2013 inicia un diplomado en NYU y decide residir en Nueva York unos meses.

## Estilo
Marala siente muy fuerte sus raíces colombianas pero admite tener mucho de la cultura anglo. “Cuando vives la mitad de tu vida en un lugar, ese lugar comienza a ser parte de ti...Influye mucho en tu personalidad, tus gustos y tus pensamientos. Es inevitable. Aunque amo Colombia con todo mi corazón, respeto y quiero a Estados Unidos por ser mi segundo hogar.” Esta mezcla de culturas se refleja en el estilo de sus canciones, muchas de ellas con versiones en español y en inglés. También es amante del reguetón, del R&B y el Hip Hop. Por eso ahora se dedica como cantante a componer e interpretar pop urbano.
Reside en Miami pero gran parte de su tiempo se encuentra viajando y en su ciudad natal, Medellín.

## Discografía
- Por Aquí (2008)

- Te fuiste Referencias (2011)

- La Dueña de tu Amor (2016)